# Тошич, Раде
Ра́де То́шич (серб. Раде Тошић; 31 марта 1965, Тузла) — югославский футболист.
Двукратный чемпион Югославии в составе «Црвены Звезды».

## Карьера

### Клубная
Начал свою профессиональную карьеру в родном городе Тузла в клубе «Слобода», где играл с 1982 по 1988 годы.
В 1988 году перешёл в клуб «Хайдук» из Сплита, из которого в 1990 году перешёл в «Црвену Звезду». С этой командой он побеждает в двух последних чемпионатах Югославии. Также Тошич играл в финале Кубка европейских чемпионов в 1991 году.
В 1992 году он перешёл в испанский клуб «Мерида», а далее в «Кастельон», где в 1995 году закончил свою карьеру.

## Достижения

#### Црвена Звезда
- Кубок европейских чемпионов: 1990/91
- Чемпион Югославии: 1990/91, 1991/92